# Borut Pahor
Borut Pahor (Postojna, 2 de novembre de 1963) és un polític eslovè, que va exercir el càrrec de president d'Eslovènia entre finals de 2012 i novembre de 2022. Forma part del partit Socialdemòcrates d'Eslovènia-
Durant un llarg període, president del seu partit, Pahor ha ocupat diversos llocs de responsabilitat pública durant la seua carrera. Diputat a l'Assemblea Nacional d'Eslovènia, ocupant la seua presidència entre 2000 i 2004, ha estat a més membre del Parlament Europeu. Per acabar, també fou Primer Ministre d'Eslovènia entre 2008 i 2012 durant el govern. A més a més ostentà entre 2008 i 2012 el càrrec de primer ministre, durant el govern socialdemòcrata, després de guanyar les eleccions legislatives de 2008.
El 20 de setembre de 2011, el govern de Pahor va perdre una moció de confiança amb motiu de les mesures preses arran de la crisi econòmica patida tant pel país balcànic com arreu d'Europa. Aquest fet va provocar la convocatòria d'eleccions anticipades en les que els socialdemòcrates van passar de ser primera a tercera força política del país, perdent el govern del país que va passar a mans, en febrer de l'any següent, a un nou govern de coalició entre les forces conservadores amb Janez Janša (del partit SDS) com a Primer ministre.
Mesos més tard (en juny del mateix any) va ser anunciat com a candidat a la propera elecció presidencial, uns comicis que Borut Pahor va guanyar per sorpresa en segona volta el 2 de desembre de 2012, front al candidat per a la reelecció, l'independent Danilo Türk, amb un 67% dels vots.